# هکر رنک
هکررنک (به انگلیسی: HackerRank) یک شرکت فناوری که بر چالش‌های برنامه‌نویسی رقابتی هم برای مصرف‌کنندگان و هم برای مشاغل تمرکز دارد، جایی که توسعه دهندگان با تلاش برای برنامه‌نویسی مطابق با مشخصات ارائه شده به رقابت می‌پردازند. چالش‌های برنامه‌نویسی هکررنک را می‌توان با انواع زبان‌های برنامه‌نویسی (از جمله جاوا، C++، PHP، پایتون، SQL، JavaScript) و دامنه‌های مختلف علوم رایانه حل کرد.
در سمت کاربر، هنگامی که یک برنامه‌نویس راه حلی برای یک چالش برنامه‌نویسی ارائه می‌دهد، ارسال آنها با توجه به صحت خروجی آنها امتیاز می‌گیرد. سپس برنامه نویسان در سطح جهانی در صفحه رهبران هکررنک رتبه‌بندی می‌شوند و بر اساس موفقیت‌های خود برای ایجاد رقابت در بین کاربران، نشان می‌گیرند. علاوه بر چالش‌های کدگذاری فردی، هکررنک همچنین میزبان مسابقاتی است که در آن کاربران در یک چارچوب برنامه‌نویسی یکسان در یک بازه زمانی مشخص رقابت می‌کنند و سپس در پایان رویداد رتبه‌بندی می‌شوند. هکررنک بخشی از روند رو به رشد گیمفیکیشن در برنامه‌نویسی رقابتی است و طرف کاربر وب سایت آنها برای برنامه نویسان رایگان است.

## تاریخچه
هکررنک با عنوان InterviewStreet Inc توسط دو دانشجوی دانشگاه NIT Trichy تأسیس شد.